# Bělozubka bělobřichá
Bělozubka bělobřichá (Crocidura leucodon, někdy také rejsek bělozubý nebo rejsek polní) je euroasijský hmyzožravec z čeledi rejskovitých (Soricidae).

## Popis
Je větší a hmotnější než její blízká příbuzná bělozubka šedá (Crocidure sauveolens). Délka těla se pohybuje mezi 58 a 90 mm. Ocas měří 25 až 35 mm. Dosahuje hmotnosti 7 až 15 gramů. Zbarvené hřbetu je šedohnědé až hnědé, spodní strana je světlejší, zpravidla bílá.

## Výskyt
Vyskytuje se od západní Evropy po Malou Asii, Blízký východ a Zakavkazsko. Na severu je její výskyt přibližně ohraničen 55. rovnoběžkou. Nežije v jižní Francii, na Pyrenejském poloostrově a na ostrovech ve Středomoří. V České republice má areál výskytu zejména v severozápadních a jižních Čechách, Českomoravské vrchovině a na jižní Moravě.
Žije zejména na vlhčích místech, jako jsou břehy rybníků, vodních toků, mokřady a podmáčené louky. Může se vyskytovat také v lese. Obývá též synantropní stanoviště. Preferuje střední nadmořské výšky, většinou v rozmezí 200 až 600 metrů, nejvýše byla v Česku objevena ve výšce 870 m n. m. (Horní Blatná).

## Ekologie
Je to druh s noční a soumračnou aktivitou. V době vegetačního období žije v párech, v chladnějším období roku přechází na pospolitější způsob života. Živí se především brouky, larvami hmyzu, mnohonožkami, sekáči a plži. V menší míře požírá též stonožky, žížaly a zdechliny. Nepatrnou složku potravy tvoří rostliny (semena). Rozmnožování probíhá v období od dubna do září. Za sezónu má samice jeden až dva vrhy, které obsahují kolem tří až pěti mláďat (maximální uváděný počet je deset). V přírodě se dožívají tří let.

## Ochrana
Podle Červeného seznamu IUCN se jedná o druh málo dotčený (LC). V České republice je vyhláškou 395/1992 Sb. řazen mezi druhy zvláště chráněné jako druh ohrožený.

## Galerie

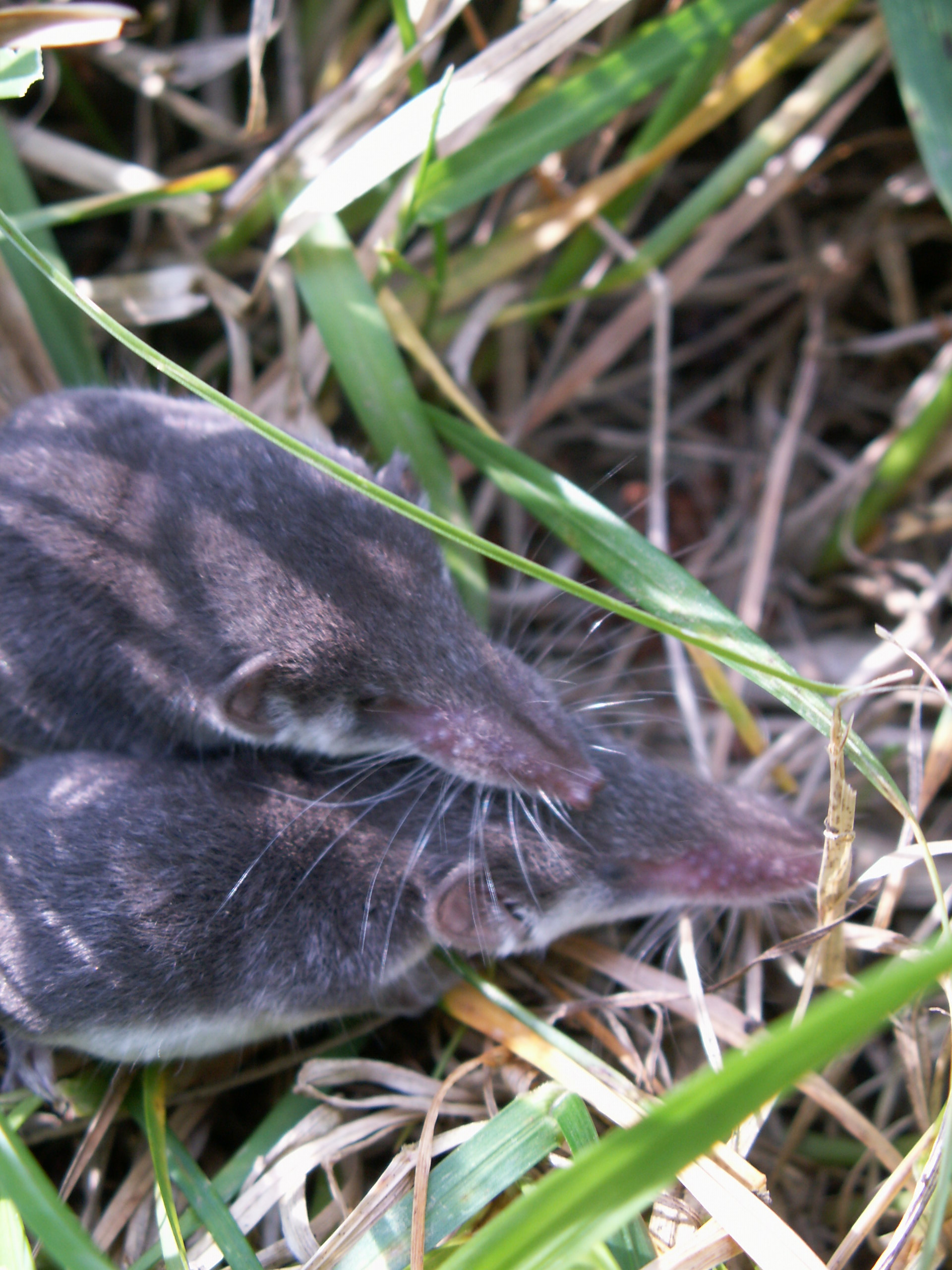
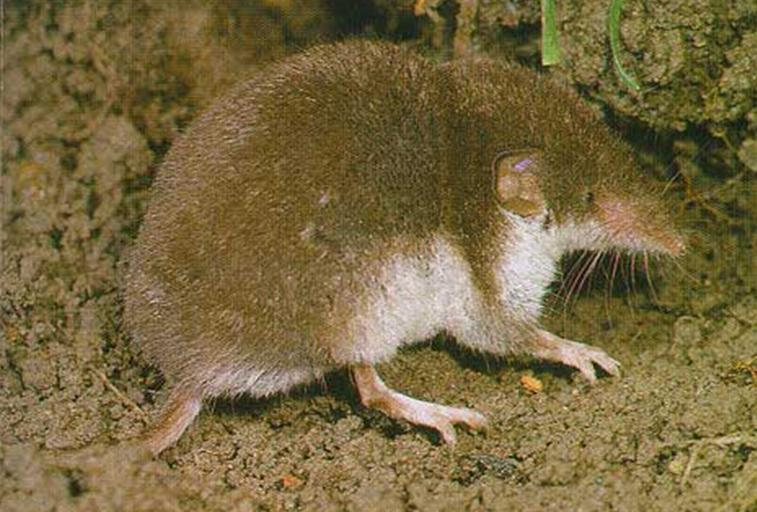